# Oliver Boberg
Oliver Boberg (* 1965 in Herten) ist ein deutscher bildender Künstler und Fotograf. Bobergs Bilder fiktiver Orte werden der künstlerischen Architekturfotografie zugerechnet, die in den 1950er Jahren mit dem Düsseldorfer Künstlerpaar Bernd und Hilla Becher begann.

## Leben
Boberg studierte 1985 und 1986 Kunstgeschichte an der Universität Würzburg, von 1986 bis 1993 Malerei und Modellbau bei Hans Peter Reuter an der Akademie der Bildenden Künste Nürnberg. Ein Stipendium des Freistaats Bayern ermöglichte ihm 1989/1999 einen Studienaufenthalt in der Cité Internationale des Arts Paris. Er lebt in Fürth und arbeitet als Kunsterzieher am Ehrenbürg-Gymnasium Forchheim.

## Werk
Boberg begann mit hyperrealistischer Malerei. Ab den späten 1980er Jahren widmete er sich nach vorheriger Fotorecherche dem Bau von kleinformatigen Architekturmodellen und guckkastenartigen, ausgeleuchteten Raumobjekten, die er zunächst nur zur Dokumentation fotografierte. Seit 1997 stehen die Fotografien selbst im Mittelpunkt seines künstlerischen Schaffens. Seine Arbeiten beschäftigen sich mit Un-Orten wie Hinterhöfen, Unterführungen, Treppenabgängen, Parkdecks, Garagen oder Bauskeletten. Seine Werke gründen auf seinem umfangreichen Fotoarchiv, aus dem er Details, Farben und Strukturen auswählt und Skizzen anfertigt, nach denen er mit Gips, Karton, Spanplatten und weiteren Materialien präzis skalierte Modelle einer fiktionalen Architektur zusammensetzt, beleuchtet und so fotografiert, dass die Künstlichkeit verschwindet. Wie bei den Künstlern James Casebere und Thomas Demand werden Bobergs Modelle ausschließlich zum Zweck der Fotografie geschaffen. Die streng formalen Bilder in Farbe oder seit 2004 auch in Schwarzweiß vermitteln den Eindruck, als zeigten sie reale städtische Orte. Selbst wenn man weiß, dass Boberg jede Szene in seinem Studio konstruierte, sei es schwierig Beweise dafür zu erkennen. Es gelinge ihm eine Illusion zu erzeugen, dass sich das visuelle Erlebnis kaum von einer konventionellen Architekturfotografie unterscheidet, schrieb ein Rezensent der New York Times 1999 anlässlich Bobergs erster Ausstellung in den USA. Mit der Arbeit Night Sites (Nacht-Orte, 2002/03) wandte er sich erstmals dem Film zu. Jeder der sieben 16-mm-Filme, aus denen dieses Werk besteht, ist eine Endlosschleife einer Einspielung (Establishing Shot) eines ländlichen Ortes, in dem außer der Umgebungsmusik des Films nichts passiert. Es entstanden „minimal bewegte Nachtbilder“, die Boberg zu einer Art Videoraum arrangierte. In seiner 2008 begonnenen Serie Slums, die sich auf verlassene Behelfsbehausungen und andere städtische Trümmer konzentriert, stellte Boberg seine Fotografien computergenerierten Zeichnungen gegenüber.
Wie andere Künstler in der „überwiegend deutschen Tradition“ der Architekturfotografie von Bernd und Hilla Becher wandte Boberg seine Aufmerksamkeit zunehmend Fragen der fotografischen Wahrhaftigkeit zu. Er gehört zu den in den sechziger Jahren geborenen Fotokünstlern, die Positionen der Düsseldorfer Schule thematisch und stilistisch weiterentwickelten.

## Ausstellungen (Auswahl)
Quelle, wenn nicht anders angegeben: Guggenheim Museum New York und photography-now.com.

### Einzelausstellungen
- 2002: Museum of Contemporary Photography, Chicago
- 2002: Musée de l’Elysée, Lausanne
- 2003: Kunstverein Hannover
- 2004: Sites and Night Sites, Fotomuseum Den Haag
- 2010: Himmel, Neues Museum Nürnberg[7]

### Gruppenausstellungen
- 2000: Experiment,  San Francisco Museum of Modern Art
- 2002: In Szene gesetzt. Architektur in der Photographie der Gegenwart, Museum für Neue Kunst (Karlsruhe)
- 2002: True Fictions. Inszenierte Fotografie der 90er Jahre, Kunsthaus Dresden
- 2003: Moving Pictures, Solomon R. Guggenheim Museum, New York;[8] Imágenes en movimiento / Moving Pictures, Guggenheim-Museum Bilbao[9]
- 2004: Multiple Räume (1): Seele – Konstruktionen des Innerlichen in der Kunst, Staatliche Kunsthalle Baden-Baden[10]
- 2006: Artist's Choice: Herzog & De Meuron, Perception Restrained, Museum of Modern Art in New York City
- 2012: Malerei in Fotografie. Strategien der Aneignung, Städel Museum, Frankfurt[11]
- 2019: Modell-Naturen in der zeitgenössischen Fotografie, Kallmann-Museum
- 2019: Fiction and Fabrication. Photography of Architecture after the Digital Turn, Museu de Arte, Arquitetura e Tecnologia (MAAT), Lissabon
- 2020: Glas und Beton. Manifestationen des Unmöglichen, Marta Herford

## Auszeichnungen
1997 wurde er mit dem Bayerischen Kunstförderpreis für junge Künstler für Fotografie gewürdigt. 2009 erhielt er den Kulturpreis der Stadt Fürth.

## Weiterführende Literatur
- Christine Kramer: Objekte: Oliver Boberg. Er bastelt Wochen am Nachbau einer Straßenecke – ein Modellbauer des Unscheinbaren. In: Art – Das Kunstmagazin, Heft 12/2001, S. 74–85.
- Stephan Berg, Martin Engler (Hrsg.): Oliver Boberg. Ausstellungskatalog, Hatje Cantz Verlag, Ostfildern 2003, ISBN 978-3-7757-1362-7.